# Конфленти
Конфленти је насеље у Италији у округу Катанцаро, региону Калабрија.
Према процени из 2011. у насељу је живело 696 становника. Насеље се налази на надморској висини од 572 м.

## Становништво
| 1951. | 1961. | 1971. | 1981. | 1991. | 2001. | 2011. |
| ----- | ----- | ----- | ----- | ----- | ----- | ----- |
| 4.472 | 3.955 | 3.014 | 2.151 | 1.877 | 1.681 | 1.437 |